# Xã Walnut Grove, Quận Knox, Illinois
Xã Walnut Grove (tiếng Anh: Walnut Grove Township) là một xã thuộc quận Knox, tiểu bang Illinois, Hoa Kỳ. Năm 2010, dân số của xã này là 770 người.